# Langhorne A. Motley

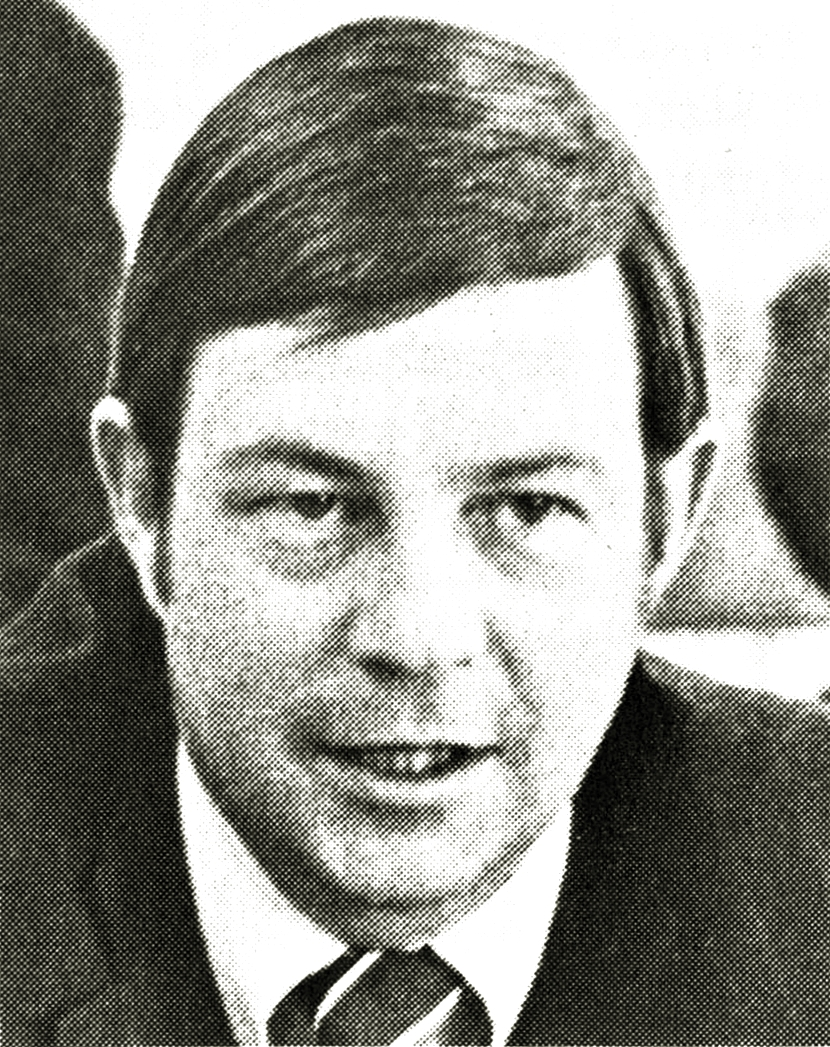
Langhorne Anthony „Tony“ Motley (1975)

Langhorne Anthony „Tony“ Motley (* 5. Juni 1938 in Rio de Janeiro; † 14. Oktober 2023) war ein US-amerikanischer Wirtschaftsmanager und Diplomat, der unter anderem zwischen 1981 und 1983 Botschafter der Vereinigten Staaten in Brasilien sowie von 1983 bis 1985 Assistant Secretary of State for Inter-American Affairs war.

## Leben

### Militärdienst, Wirtschaftsmanager und Minister in Alaska
Langhorne Anthony „Tony“ Motley absolvierte nach dem Schulbesuch ein grundständiges Studium am Military College of South Carolina, der sogenannten „The Citadel“, welches er 1960 mit einem Bachelor of Arts (BA) beendete. Im Anschluss trat er in die US Air Force (USAF) ein und fand in den folgenden Jahren bis zu seinem Ausscheiden aus dem aktiven Militärdienst 1970 Verwendungen als Offizier für Startfreigaben in England, als stellvertretender Kommandant einer Kampfeinheit, als Adjutant des Kommandanten des USAF Air War College auf der Maxwell Air Force Base sowie zuletzt als Adjutant und Verwaltungsassistent des Oberkommandierenden des US-Streitkräftekommandos Alaska ALCOM (United States Alaskan Command). Nach seinem Ausscheiden aus dem Militärdienst blieb er in Alaska und war zwischen 1970 und 1974 als Präsident von Crescent Realty, Inc., Vizepräsident von Area Realtors, Inc. und Vizepräsident von RODMAR, Inc. in der Immobilien-Entwicklung in Anchorage tätig. 1975 wurde er von Gouverneur Jay Hammond als Minister für Handel und Wirtschaftsentwicklung (Commissioner of Commerce and Economic Development) in die Regierung des Bundesstaates Alaska berufen und bekleidete dieses Amt bis 1977. Nach seinem Ausscheiden aus der Regierung war er wiederum in der Wirtschaft tätig und fungierte zunächst von 1977 bis 1980 als Geschäftsführender Vizepräsident von Citizens for the Management of Alaska Lands, Inc. sowie zwischen 1980 und 1981 Präsident von Valeria, Inc. in Anchorage.

### Botschafter in Brasilien undAssistant Secretary of State

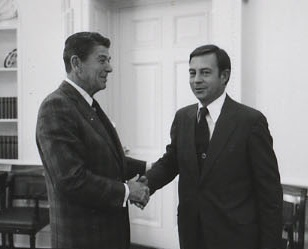
Präsident Ronald Reagan bei der Ernennung von Motley zum Botschafter in Brasilien (1981)

Am 19. September 1981 wurde Motley zum Botschafter der Vereinigten Staaten in Brasilien und übergab dort am 6. Oktober 1981 als Nachfolger von Robert M. Sayre seine Akkreditierung. Er verblieb auf diesem Posten in Brasília bis zum 6. Juli 1983 und wurde daraufhin von Diego C. Asencio abgelöst.
Am 29. Juni 1983 wurde er als Nicht-Karrierediplomat (Non-career appointee) von Präsident Ronald Reagan  als Assistant Secretary of State for Inter-American Affairs zum Leiter der Unterabteilung Interamerikanische Angelegenheiten ernannt und übernahm diese Funktion als Nachfolger von Thomas O. Enders offiziell am 12. Juli 1983. Dieses Amt behielt er bis zum 3. Juli 1985 und wurde daraufhin am 17. Juli 1985 von Elliott Abrams abgelöst. Als Nachfolger von Enders wurde er zudem am 6. September 1983 zum Vorstandsmitglied der Inter-American Foundation ernannt, eine 1969 gegründete unabhängige Agentur der US-Regierung, die gemeinschaftsgeführte Entwicklung in Lateinamerika und der Karibik finanziert, und wurde als Vorstandsmitglied ebenfalls von Elliott Abrams abgelöst.
Motley engagierte sich ferner für die American Academy of Diplomacy, den Council on Foreign Relations (CFR) und als Vorstandsmitglied von Junior Achievement, eine 1919 vom ehemaligen Gouverneur von Massachusetts, Winthrop M. Crane, und anderen gegründeten globale gemeinnützigen Jugendorganisation, die mit lokalen Unternehmen, Schulen und Organisationen zusammenarbeitet, um Schülern erfahrungsbasierte Lernprogramme in den Bereichen Arbeitsvorbereitung, Finanzkompetenz und Unternehmertum anzubieten. Als Mitglied der Republikanischen Partei unterstützte er die Wahlkämpfe von George W. Bush bei der Präsidentschaftswahl 2000 und 2004 sowie von John McCain bei der Präsidentschaftswahl 2008.

### Privates
Motley war verheiratet und Vater von zwei Kindern.